# Rafinărie

Rafinărie de petrol din Louisiana, SUA

Rafinăria este unitatea industrială în care se face rafinarea unor produse. La baza activității fiecărei rafinării, stă rafinarea, procesul folosit pentru înlăturarea impurităților din unele substanțe, de obicei naturale, în scopul îmbunătățirii calității lor, ca exemplu: grăsimile animale, a uleiurilor vegetale, a zahărului, alcoolului, a produselor petroliere, a cuprului, a plumbului. 
Rafinăriile sunt de mai multe tipuri. Cele din industria hârtiei în care se face tratamentul mecanic al semifabricatelor fibroase (pasta mecanică, semiceluloză, etc.) care se efectuează după măcinare în scopul separării, perierii și hidratării fibrelor. Rafinarea se execută cu ajutorul unor mașini numite rafinoare.
Rafinăria petrolieră este unitatea industrială în care se face prelucrarea țițeiului, pentru obținere de produse petroliere (combustibili biologici și produse intermediare necesare industriei chimice).